# Manoir de Mommila
Le  manoir de Mommila  (finnois : Mommilan kartano) est situé dans la partie nord-est de la municipalité de Hausjärvi en Finlande.

## Présentation
Le manoir de Mommila est situé sur la rive nord du lac Mommilanjärvi
Avant 2010, le manoir était situé dans la partie sud de la municipalité de Lammi, mais après que Lammi a été intégré à Hämeenlinna en 2009, les terres du manoir ont été rattachées à Hausjärvi.
Le manoir a été fondé au début du XVIIe siècle a été réparé et modifié à plusieurs reprises. 
Le bâtiment principal en bois est construit en 1859.
L'édifice de style néo-renaissance est probablement dû à Carl Albert Edelfelt.
Le propriétaire le plus célèbre du manoir est Alfred Kordelin, qui a été tué près du manoir en novembre 1917 dans la tuerie de Mommila. 
Le manoir est une propriété privée.